# Dangkao

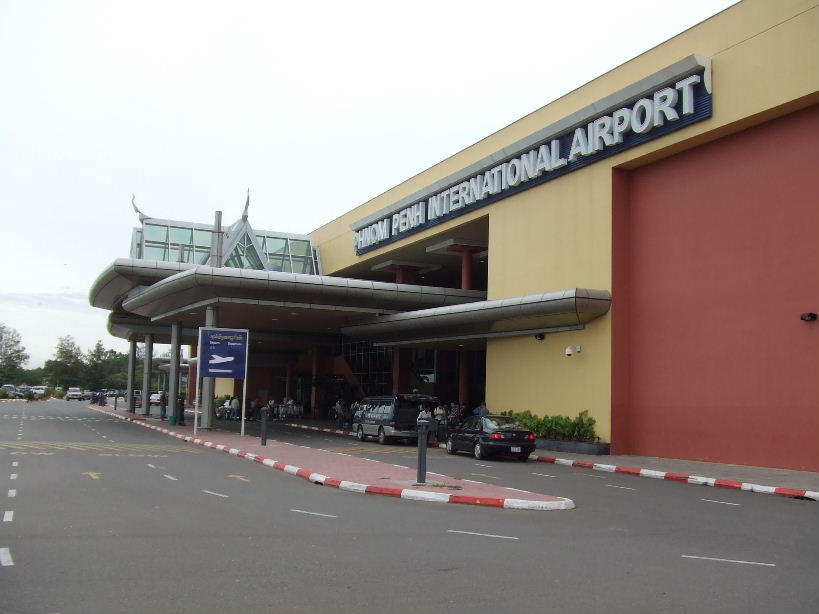
O Aeroporto Internacional de Phnom Penh está localizado no distrito Dankgao.

Dankgao é um dos nove distritos (Khan) da cidade de Phnom Penh, capital do Camboja. O distrito está ao oeste de Phnom Penh. É subdividido em 15 Sangkats e 143 Kroms. De acordo com o censo do Camboja de 1998, tinha uma população de 92.461 habitantes.